# Mleczna (přítok Radomky)
Mleczna je řeka v Polsku v Mazovském vojvodství v okrese Radom, pravobřežní přítok řeky Radomky.

## Popis
Řeka vzniká soutokem několika zdrojnic jejíž prameny se nacházejí např. u Kacprowic, Franciszkowa, Wolanowa a Młodocina, spojují se v jeden tok v okolí vesnice Gawronie. Její tok vede východním směrem přes chovné rybníky v Kosowě, pak se otáčí na severovýchod a teče přes Pruszaków, Wośniki, Borki a na sever přes Zamłynie, Obozisko, Koniówke, Młynek Janiszewski, Firlej. Ústí do řeky Radomky u vesnice Lisów.
Délka toku je 27,8 km a povrch povodí je kolem 348,5 km2.
Přítoky řeky Mleczne:
pravobřežní:
- Kosówka
- potok Malczewski z potůčkem Godowskim
- potok Północny
- Pacynka

levobřežní:
- potůček Halinowski

## Historie
Na konci 8. století vznikla raně středověká osada, která byla počátkem vzniku města Radom. Na úremí města Radom ve čtvrti Borki bylo na řece Mleczné vytvořena rekreační nádrž o ploše 9 ha. Množství vody v řece je ovlivněno přítokem z čistíren odpadních vod, jejich objem je větší nežli objem pramenišť.